# Ličina
Ličina (cyr. Личина) – wieś w Czarnogórze, w gminie Bijelo Polje. W 2011 roku liczyła 270 mieszkańców.